# Хорстон, Джордан
Джордан Линн Хорстон (англ. Jordan Lynn Horston; родилась 21 мая 2001 года в Далласе, штат Техас, США) — американская профессиональная баскетболистка, выступает в женской национальной баскетбольной ассоциации за команду «Сиэтл Шторм», которым она была выбрана на драфте ВНБА 2023 года в первом раунде под общим девятым номером. Играет на позиции атакующего защитника.
В составе национальной сборной США стала победительницей чемпионата мира 2018 года среди девушек до 17 лет в Беларуси и чемпионата Америки 2017 года среди девушек до 16 лет в Аргентине.

## Ранние годы
Джордан Хорстон родилась 21 мая 2001 года в городе Даллас (штат Техас) в семье Ли и Малики Хорстон, у неё есть сестра, Джазмин, училась в городе (Колумбус (штат Огайо) в начальном африканском колледже, в котором выступала за местную баскетбольную команду.

## Профессиональная карьера
В 2023 году Джордан Хорстон выставила свою кандидатуру на драфт ВНБА, на котором она была выбрана в первом раунде под общим девятым номером клубом «Сиэтл Шторм». В дебютном сезоне «Шторм» заняли одиннадцатое место, а Хорстон провела 36 матчей, 17 из них в стартовом составе, набирая по 6,9 очка, 5,1 подбора и 1,6 передачи в среднем за игру, также реализуя 36,7 % бросков с игры, 24,4 % бросков из-за дуги и 71,2 % штрафных, за что по его итогам была включена в сборную новичков сезона.